# Língua protossemítica
O protossemítico ou proto-semítico é a protolíngua hipotética das línguas semíticas.
As mais antigas evidências de um idioma semítico estão em acádio, e datam do século XXIII a.C. (ver Sargão da Acádia) e em eblaíta, mas evidências anteriores ao acádio podem ser atestadas em nomes próprios em textos sumérios. Pesquisadores no Egito também afirmam ter descoberto inscrições canaanitas que "podem ser datadas entre 2400 e 3000 a.C.". As primeiras inscrições no alfabeto protocananeu, que se supõem foram feitas por indivíduos que falavam uma língua semítica, datam de cerca de 1800 a.C.. O proto-semítico, contemporâneo do proto-indo-europeu, teria sido falado provavelmente no quarto milénio a.C.

## Terra natal
Alguns pesquisadores sugerem que o Urheimat semítico seja o Oriente Médio; mais especificamente, Kienates (2001) defende a península Arábica. Os ramos semíticos ocidental e oriental são encontrados na Mesopotâmia e no Levante durante a Idade do Bronze, enquanto falantes de línguas semíticas meridionais migraram para a África antes do século VII a.C. (ver Dʿmt) através do estreito do Iêmen. Isto também é apoiado pela presença de nomes em proto-semítico que aparentemente torna uma origem africana para a língua impossível: gelo, carvalho, cavalo e camelo. O camelo e o cavalo só chegariam à África quase dois mil anos depois que as línguas semíticas estavam sendo escritas na região da Mesopotâmia.
Outros trabalhos mais recentes sugerem Síria/Mesopotâmia como a terra natal para o proto-semítico, devido à flora e à fauna descritas por ele, que inclui as árvores de carvalho, pistache e amêndoa e o cavalo. A presença da palavra gelo e de quatro diferentes palavras para colina também sugere uma região mais montanhosa e fria que a Arábia. O eblaíta, uma das mais antigas línguas semíticas, quando decifrada mostrou não ter quase nenhum substantivo não-afro-asiático em seu léxico, sugerindo um longa presença na região da Síria. Betume e nafta também são bem conhecidas e têm palavras raízes, e estes são recursos não encontrados na África ou Arábia, mas comuns nas regiões do norte do Levante. Christopher Ehret mostra sobre este fundamento que duas possíveis regiões de origem para o semítico: o norte da Mesopotâmia, onde o semítico ocidental se separa do semítico oriental; ou a Síria-Palestina. Ehret afirma que "por causa das muitas indicações de que línguas não-semíticas prevaleceram na Mesopotâmia e em todas as regiões a norte e a leste dela nas eras que antecederam os estados - e que o acádio então era provavelmente um intruso à região - a segunda solução parece ser a mais provável das duas. As regiões da Síria Palestina, partes da Ásia mais próximas e mais diretamente conectadas à África, também parecem muito mais lógicas como o território do proto-semítico, considerando a localização exclusivamente africana de todo o resto da família afro-asiática". Um estudo mais recente de Ehret e outros usando técnicas bayesianas em análise filogenética identifica um lugar de origem no Levante, mostrando como a mais basal das línguas semíticas o acádio.
Recentemente, Juris Zariņš sugeriu o desenvolvimento de um complexo pastoral nômade circum-árabe de culturas no período da crise climática de 6200 a.C., estendendo-se do sul da Palestina, descendo o litoral do mar Vermelho e dirigindo-se para nordeste entrando na Síria e Iraque, o que disseminou as línguas proto-semíticas por toda a região. O complexo deve ter se desenvolvido da fusão das culturas harifian e pré-cerâmica neolítica B no sul da Palestina.
Como a cultura harifian usava a técnica de retoque de ponto outacha encontrada antes em Faium, sugere-se que o proto-semítico talvez tenha vindo do Egito através do Sinai. Visto que a língua semítica é a mais proximamente relacionada com a língua egípcia antiga de todas as línguas afro-asiáticas, esta origem é também claramente possível. No entanto, considerando semelhanças entre subgrupos de línguas, recentes "pesquisas no léxico pareciam sugerir uma relação próxima entre o chádico e o antigo egípcio".

## Sistema sonoro
O proto-semítico é geralmente reconstruído como tendo os seguintes fonemas (conforme habitualmente transcrito em semitologia; valores IPA experimentais são mostrados entre colchetes):
|                        |             | Labial | Inter- dental | Dental/ Alveolar | Dental/ Alveolar | Palato- alveolar | Palatal | Velar   | Farin- gal | Glotal |
| Central                | Lateral     | Labial | Inter- dental |                  |                  | Palato- alveolar | Palatal | Velar   | Farin- gal | Glotal |
| ---------------------- | ----------- | ------ | ------------- | ---------------- | ---------------- | ---------------- | ------- | ------- | ---------- | ------ |
| Nasal                  | Nasal       | *m [m] |               | *n [n]           |                  |                  |         |         |            |        |
| Plosiva                | surda       | *p [p] |               | *t [t]           |                  |                  |         | *k [k]  |            | *’ [ʔ] |
| Plosiva                | soante      | *b [b] |               | *d [d]           |                  |                  |         | *g [ɡ]  |            |        |
| Plosiva                | enfática1   |        |               | *ṭ [tʼ]          |                  |                  |         | *q [kʼ] |            |        |
| Fricativa ou africada2 | surda       |        | *ṯ [θ]        | *s [s]           | *ś [ɬ]           | *š [ʃ]           |         | *ḫ [x]  | *ḥ [ħ]     | *h [h] |
| Fricativa ou africada2 | soante      |        | *ḏ [ð]        | *z [z]           |                  |                  |         | *ġ [ɣ]  | *ʻ [ʕ]     |        |
| Fricativa ou africada2 | enfática1   |        | *ṱ [θʼ]       | *ṣ [sʼ]          | *ṣ́ [ɬʼ]          |                  |         |         |            |        |
| Vibrante               | Vibrante    |        |               | *r [r]           |                  |                  |         |         |            |        |
| Aproximante            | Aproximante |        |               |                  | *l [l]           |                  | *y [j]  | *w [w]  |            |        |

Observações:
1. Os sons assinalados aqui como "enfáticos" ocorrem em quase todas as línguas semíticas, assim como na maior parte das outras línguas afro-asiáticas, e são geralmente reconstruídos como glotalizados no proto-semítico. Nas línguas semítcas modernas, eles são de diversas maneiras percebidos como faringalizados (árabe, aramaico), glotalizados (línguas semíticas etiópicas, línguas árabes meridionais modernas) ou não aspirados (turoyo de Tur-Abdin);[11] o hebraico moderno e o maltês são exceções a essa regra geral, com todas as enfáticas se consolidando em consoantes simples.
2. Atualmente tornou-se mais moderno reconstruir *z, *s, *ṣ e às vezes *ṣ́ como africadas, ou seja, [dz], [ts], [tsʼ], and [tɬʼ]. Se estes sons eram africados, muitos acadêmicos são inclinados a pensar que š era um simples [s].

### Labiais plosivas
Uma labial enfática ocorre em algumas línguas semíticas, mas não está claro se ela era um fonema no proto-semítico.
O hebraico desenvolveu um fonema /ṗ/ enfático para representar o /p/ não aspirado no iraniano e no grego.
A língua ge'ez é única entre as línguas semíticas por contrastar todos os três fonemas /p/, /f/ e /pʼ/. Enquanto /p/ e /pʼ/ ocorrem principalmente nas palavras emprestadas de outros idiomas (especialmente o grego), há muitas outras ocorrências onde a origem é menos clara (por exemplo, hepʼä 'ataque', häppälä 'roupas limpas').

### Sibilantes
Como declarado acima, alguns reconstroem as sibilantes *z, *s, *ṣ, *š com os valores sonoros  [dz, ts, tsʼ, s]. Há muitas fontes de evidência que proporcionam a esta teoria plausibilidade:
- Os símbolos da escrita acadiana antiga representando s, z, ṣ foram tomados emprestados por outras línguas (por exemplo o hitita) para representar as africadas.[14]
- Em acadiano ||t, d, ṭ + š|| foi convertido em ss. Isto seria muito mais natural se a regra fosse foneticamente ||t, d, ṭ + [s]|| → [tts].[14]
- A mudança sonora canaanita de *ṯ → *š também seria muito mais natural se *š fosse [s].
- Transcrições egípcias de nomes semíticos e palavras emprestadas transformam *z, *s, *ṣ em dz e ts.
- O aramaico e o siríaco têm uma pronunciação africada do *ṣ até certo ponto, como visto nas palavras emprestadas do armênio antigo (por exemplo, aramaico צרר 'pacote, maço, feixe' → armênio antigo 'crar' /tsɹaɹ/).[14]
- As línguas etiópicas e o hebraico (em muitas tradições de leitura) ainda têm uma africada para *ṣ.
- Empréstimos do semítico antigo no armênio também têm /tsʰ/ e /dz/ para *s e *z.
- Outros ramos do afro-asiático também possuem africadas correspondentes a estas consoantes e /*s/ para o proto-semítico /*š/.

Além disso, a consoante lateral *ṣ́ (mas não sua contraparte não enfática *ś) també pode ser reconstruída como uma africada, [tɬʼ].
A mudança *š→h ocorreu na maioria das línguas semíticas (exceto acadiano, minaiano e qatabaniano) nos morfemas gramaticais e pronominais, e não está claro se a redução do *š se iniciou numa proto-língua descendente ou no próprio proto-semítico. Visto isso, alguns sugerem que o enfraquecido *š talvez tenha sido um fonema separado no proto-semítico.

## Reflexos dos sons do proto-semítico nas línguas derivadas

### Consoantes
Cada fonema proto-semítico foi reconstruído para explicar uma correspondência sonora regular exata entre as várias línguas semíticas. Observe que os valores das letras latinas (itálico) para línguas extintas são uma questão de transcrição; a pronúncia exata não está registrada.
A maioria das línguas atestadas fundiram várias das fricativas originais reconstruídas, embora o árabe meridional reteve todas as quatorze (e adicionou uma décima-quinta do *p → f).
No aramaico e no hebraico, todas as paradas não-enfáticas foram suavizadas em fricativas quando ocorrendo isoladamente após uma vogal, conduzindo a uma alternação que foi muitas vezes depois transformada em fonema como resultado da perda de geminação.
| Proto-semítico | Acadiano | Árabe1 | Árabe1        | Ugarítico | Fenício | Fenício | Hebraico | Hebraico | Hebraico moderno | Aramaico | Aramaico | Ge'ez | Ge'ez | Árabe meridional moderno |
| -------------- | -------- | ------ | ------------- | --------- | ------- | ------- | -------- | -------- | ---------------- | -------- | -------- | ----- | ----- | ------------------------ |
| *b             | b        | ب      | b             | b         |         | b       | ב        | ḇ/b      | /v/, /b/         | ב        | ḇ/b      | በ     | /b/   | /b/                      |
| *d             | d        | د      | d             | d         |         | d       | ד        | ḏ/d      | /d/              | ד        | ḏ/d      | ደ     | /d/   | /d/                      |
| *g             | g        | ج      | ǧ *[ɡʲ]→[d͡ʒ]1 | g         |         | g       | ג        | ḡ/g      | /ɡ/              | ג        | ḡ/g      | ገ     | /ɡ/   | /ɡ/                      |
| *p             | p        | ف      | f             | p         |         | p       | פ        | p̄/p      | /f/, /p/         | פ        | p̄/p      | ፈ     | /f/   | /f/                      |
| *t             | t        | ت      | t             | t         |         | t       | ת        | ṯ/t      | /t/              | ת        | ṯ/t      | ተ     | /t/   | /t/                      |
| *k             | k        | ك      | k             | k         |         | k       | כ        | ḵ/k      | /χ/, /k/         | כ        | ḵ/k      | ከ     | /k/   | /k/                      |
| *ʼ             | -        | ء      | ʼ [ʔ]         | ʼ         |         | ʼ       | א        | ʼ        | /ʔ/, -           | א        | ʼ        | አ     | /ʔ/   | /ʔ/                      |
| *ṭ             | ṭ        | ط      | ṭ [tˁ]        | ṭ         |         | ṭ       | ט        | ṭ        | /t/              | ט        | ṭ        | ጠ     | /tʼ/  | /tˁ/                     |
| *ḳ             | q        | ق      | q             | ḳ         | q       | q       | ק        | q        | /k/              | ק        | q        | ቀ     | /kʼ/  | /q/                      |
|                |          |        |               |           |         |         |          |          |                  |          |          |       |       |                          |
| *ḏ             | z        | ذ      | ḏ [ð]         | ḏ→d       |         | z       | ז        | z        | /z/              | ז4/ד     | ḏ4/d     | ዘ     | /z/   | /ð/                      |
| *z             | z        | ز      | z             | z         | ז       | z       | ז        | z        | /z/              | z        | /z/      | ዘ     | /z/   |                          |
| *ṯ             | š        | ث      | ṯ [θ]         | ṯ         |         | š       | שׁ        | š        | /ʃ/              | ש4/ת     | ṯ4/t     | ሰ     | /s/   | /θ/                      |
| *š             | š        | س      | s             | š         | שׁ       | š       | שׁ        | š        | /ʃ/              | š        | /ʃ/, /h/ | ሰ     | /s/   |                          |
| *ś             | š        | ش      | š [ʃ]         | š         | שׂ2      | š       | ś2       | /s/      | שׂ4/ס             | ś4/s     | ሠ        | /ɬ/   | /ɬ/   |                          |
| *s             | s        | س      | s             | s         |         | s       | ס        | /s/      | s                | ס        | s        | ሰ     | /s/   | /s/                      |
| *ṱ             | ṣ        | ظ      | ẓ [ðˁ]        | ṱ→ġ       | ṣ       | ṣ       | צ        | ṣ        | /ts/             | צ4/ט     | ṱ4/ṭ     | ጸ     | /tsʼ/ | /θˁ/                     |
| *ṣ             | ṣ        | ص      | ṣ [sˁ]        | ṣ         | ṣ       | ṣ       | צ        | ṣ        | /ts/             | צ        | ṣ        | ጸ     | /tsʼ/ | /sˁ/                     |
| *ṣ́             | ṣ        | ض      | ḍ *[ɮˁ]→[dˁ]1 | ṣ         | ṣ       | ṣ       | צ        | ṣ        | /ts/             | ע        | ʻ        | ፀ     | /ɬʼ/  | /ɬˁ/                     |
|                |          |        |               |           |         |         |          |          |                  |          |          |       |       |                          |
| *ġ             | -        | غ      | ġ             | ġ [ɣ],ʻ   |         | ʻ       | ע3       | ʻ3       | /ʔ/, -           | ק4/ע     | ġ4/ʻ     | ዐ     | /ʕ/   | /ɣ/                      |
| *ʻ             | -5       | ع      | ʻ [ʕ]         | ʻ         | ע       | ʻ       | ע3       | ʻ3       | /ʔ/, -           | ʻ        | /ʕ/      | ዐ     | /ʕ/   |                          |
| *ḫ             | ḫ        | خ      | ḫ [x]         | ḫ         |         | ḥ       | ח        | ḥ        | /χ/              | ח        | ḥ        | ኀ     | /χ/   | /x/                      |
| *ḥ             | -5       | ح      | ḥ [ħ]         | ḥ         | ሐ       | ḥ       | ח        | ḥ        | /χ/              | ח        | ḥ        | /ħ/   | /ħ/   |                          |
| *h             | -        | ه      | h             | h         |         | h       | ה        | h        | /h/, -           | ה        | h        | ሀ     | /h/   | /h/                      |
|                |          |        |               |           |         |         |          |          |                  |          |          |       |       |                          |
| *m             | m        | م      | m             | m         |         | m       | מ        | m        | /m/              | מ        | m        | መ     | /m/   | /m/                      |
| *n             | n        | ن      | n             | n         |         | n       | נ        | n        | /n/              | נ ר      | n r      | ነ     | /n/   | /n/                      |
| *r             | r        | ر      | r             | r         |         | r       | ר        | r        | /ʁ/              | ר        | r        | ረ     | /r/   | /r/                      |
| *l             | l        | ل      | l             | l         |         | l       | ל        | l        | /l/              | ל        | l        | ለ     | /l/   | /l/                      |
| *w             | w        | و      | w             | w y       |         | w y     | ו י      | w y      | /v/ /j/          | ו י      | w y      | ወ     | /w/   | /w/                      |
| *y             | y        | ي      | y [j]         | y         |         | y       | י        | y        | /j/              | י        | y        | የ     | /j/   | /j/                      |
| Proto-semítico | Acadiano | Árabe1 | Árabe1        | Ugarítico | Fenício | Fenício | Hebaico  | Hebaico  | Hebraico moderno | Aramaico | Aramaico | Ge'ez | Ge'ez | Árabe meridional moderno |

Observações:
1. A pronúncia árabe é a reconstruída do árabe clássico dos séculos VII e VIII. Se a pronúncia do árabe moderno padrão difere, isto está indicado (por exemplo, [ɡʲ]→[d͡ʒ]).
2. O proto-semítico *ś parece ter se fundido com *s no hebraico tiberiano, mas ainda é graficamente distinto.
3. O hebraico bíblico como o século III a.C. aparentemente ainda diferenciava ġ e ḫ (baseado nas transcrições da Septuaginta).
4. Embora o aramaico antigo (anterior ao século VII a.C.) possuísse 22 consoantes em seu alfabeto, ele aparentemente distinguia pelo menos 27 dos 29 fonemas originais proto-semíticos, inclusive *ḏ, *ṯ, *ṱ, *ś, *ṣ́, *ġ. Esta conclusão é baseada na mudança de representação de palavras etimologicamente contendo estes sons; na escrita aramaica antiga, eles são fundidos com z, š, ṣ, š, q respectivamente, mas depois com d, t, ṭ, s, ʻ.[16] (Observar também que devido a mutação consonantal begadkefat, que ocorreu após essa fusão, no aramaico antigo t→ṯ e d→ḏ em algumas posições, de forma que no proto-semítico *t,ṯ e *d,ḏ devem ser sonorizados como t,ṯ e d,ḏ respctivamente).
5. Estes são apenas diferenciados do retorno nulo de *h, *ʔ pela adjacente *a, por exemplo no proto-semítico (*ˈbaʕal-um 'dono, senhor' → acadiano. bēlu(m).[17]

### Vogais
As vogais proto-semíticas são em geral difíceis de deduzir devido à natureza templática das línguas semíticas. A história das mudanças vocálicas nas línguas torna impossível formular uma tabela completa de correspondências, e então apenas as flexões mais comuns podem ser determinadas:
| PS    | Hebraico       | Hebraico | Hebraico | Aramaico                       | Aramaico | Árabe | Ge'ez  | Acádio |
| PS    | /ˈ_\|1         | /ˈ_Cː2   | /ˈ_C\|C3 | normalmente4                   | /_C\|ˈV  | Árabe | Ge'ez  | Acádio |
| ----- | -------------- | -------- | -------- | ------------------------------ | -------- | ----- | ------ | ------ |
| *a    | ā              | a        | ɛ        | a                              | ə        | a     | a      | a,e,ē5 |
| *i    | ē              | e        | ɛ. e     | e, i, SO ɛ                     | ə        | i     | ə      | i      |
| *u    | ō              | o        | o        | u,o                            | ə        | u     | ə, ʷə6 | u      |
| *ā    | ō              |          |          | ā                              |          | ā     | ā      | ā,ē    |
| *ī    | ī              |          |          | ī                              |          | ī     | ī      | ī      |
| *ū    | ū              |          |          | ū                              |          | ū     | ū      | ū      |
| *ay\| | ayi,ay         |          |          | AB,JA ay(i), ē, SO ay/ī & ay/ē |          | ay    | ay, ē  | ī      |
| *aw\| | ō, pausal ˈāwɛ |          |          | ō, SO aw/ū                     |          | aw    | ō      | ū      |

1. Em uma sílaba terminada em vogal enfática
2. Em uma sílaba fechada enfática antes de uma geminada
3. Em uma sílaba fechada enfática antes de encontro consonantal
4. Quando a vogal enfática proto-semítica permaneceu enfática
5. PS *a,*ā → acádio; e,ē mais ou menos PS *ʕ,*ħ e antes r
6. Por exemplo PS *g,*k,*ḳ,*χ → Ge'ez gʷ,kʷ,ḳʷ,χʷ / _u

## Gramática

### Pronomes pessoais independentes
| Português         | PS                 | acádio | Árabe    | Árabe       | Ge'ez   | Hebraico       | Aramaico |
| Português         | PS                 | acádio | padrão   | vernacular  | Ge'ez   | Hebraico       | Aramaico |
| ----------------- | ------------------ | ------ | -------- | ----------- | ------- | -------------- | -------- |
| Eu                | *ʔanāku, *ʔaniya   | anāku  | ʔanā     | ʔanā, ʔāniy | ʔana    | ʔānoxiy, ʔāniy | ʔanā     |
| Tu (sing., masc.) | *ʔanka → *ʔanta    | atta   | ʔanta    | ʔinta       | ʔánta   | ʔattāh         | ʔantā    |
| Tu (sing., fem.)  | *ʔanti             | atti   | ʔanti    | ʔinti       | ʔánti   | ʔatt           | ʔanti    |
| Ele               | *suʔa              | sū     | huwa     | huwwa       | wəʔətu  | huwʔ           | huwʔ     |
| Ela               | *siʔa              | sī     | hiya     | hiyya       | yəʔəti  | hiyʔ           | hiyʔ     |
| Nós               | *niyaħnū, *niyaħnā | nīnu   | naħnu    | niħnā       | nəħnā   | ʔanaħnuw       | náħnā    |
| Vocês (dual)      | *ʔantunā           |        | ʔantumā  |             |         |                |          |
| Eles, elas        | *sunā              |        | humā     |             |         |                |          |
| Vós (pl., masc.)  | *ʔantunū           | attunu | ʔantumu  | ʔintū       | ʔantəmu | ʔattem         | ʔantun   |
| Vós (pl., fem.)   | *ʔantinā           | attina | ʔantunna | ʔantən, ∅   | ʔantən  | ʔatten         | ʔanten   |
| Eles (masc.)      | *sunū              | sunu   | humu     | humma       | ʔəmuntu | hēm            | hinnun   |
| Elas (fem.)       | *sinā              | sina   | hunna    | hən, ∅      | ʔəmāntu | hēn            | hinnin   |

### Numerais Cardinais
| Português | Proto-semítico |
| --------- | -------------- |
| Um        | *ḥad-, *ʻišt-  |
| Dois      | *ṯin-, *kilʼ-  |
| Três      | *śalāṯ-        |
| Quatro    | *rabaʻ-        |
| Cinco     | *ḫamš-         |
| Seis      | *šidṯ-         |
| Sete      | *šabʻ-         |
| Oito      | *ṯamān-        |
| Nove      | *tišʻ-         |
| Dez       | *ʻaśr-         |

Estes são os radicais numéricos básicos sem sufixos femininos. Observe que na maioria das línguas semíticas antigas, as formas dos numerais de 3 a 10 exibem variação de gênero (concordância de quiasmo ou entedimento reverso). Por exemplo, se o substantivo contado é masculino, o numeral será feminino e vice-versa.